# Kristján Helgason
Kristján Bergur Helgason (* 27. März 1974 in Reykjavík) ist ein isländischer Snookerspieler. Er ist mit fünfzehn Titeln isländischer Rekordmeister. Der U21-Weltmeister von 1993 und Amateureuropameister von 1998 spielte zwischen 1995 und 2004 insgesamt acht Spielzeiten als Profi auf der Snooker Main Tour. Im Jahr 2000 qualifizierte er sich als bislang einziger Isländer für die Endrunde der Snookerweltmeisterschaft im Crucible Theatre.

## Karriere

### 1993–1996: Anfänge und erste Profi-Jahre
Seinen ersten größeren internationalen Erfolg erzielte Kristján Helgason 1993, als er in seiner Heimatstadt Reykjavík durch einen 11:7-Finalsieg gegen Indika Dodangoda U21-Weltmeister wurde. Im selben Jahr nahm er erstmals an der Amateurweltmeisterschaft der Herren teil und verpasste als Drittplatzierter seiner Gruppe nur knapp den Einzug in die Finalrunde. 1994 gewann er im Endspiel gegen Gunnar Valsson mit 9:4 seinen ersten von bislang fünfzehn Titeln bei der isländischen Meisterschaft.
In der Saison 1994/95 war Kristján Helgason als Juniorenweltmeister von 1993 auf der World Snooker Tour startberechtigt. Er zog jedoch bei allen acht Ranglistenturnieren seine Teilnahme zurück und meldete nicht für die Profiweltmeisterschaft 1995. Bei der Amateur-WM 1994 zog er ins Viertelfinale ein, in dem er sich dem späteren Amateurweltmeister Mohammed Yousuf mit 3:5 geschlagen geben musste.
In der folgenden Spielzeit nahm Kristján Helgason bei der UK Championship 1995, dem dritten Ranglistenturnier der Spielzeit, zum ersten Mal an einem Weltranglistenturnier teil erreichte mit Siegen gegen Mark Ganderton und Jonathan Bagley die dritte Qualifikationsrunde, in der er mit 1:5 an Robert Chapman scheiterte. Ein weiterer Sieg gelang ihm in der Qualifikation zu den Welsh Open 1996 gegen Stephen Waldron. Bei seinen drei weiteren Turnierteilnahmen blieb er sieglos, darunter die Vorausscheidung der Profi-WM 1996, in der er sein Auftaktspiel gegen Kevin Smith verlor (4:5). In der Weltrangliste belegte er am Saisonende den 453. Platz.

### 1996–1999: Rückkehr auf die Main Tour
In der Saison 1996/97 nahm er nicht an Profiturnieren teil. Danach wurde das Spielerfeld verkleinert und weil er nicht zu den Top 64 gehörte, verlor er seinen Tourplatz. Bei Amateurmeisterschaften gelangen ihm einige gute Ergebnisse. So musste er sich bei der EM 1996 erst im Endspiel dem Schotten Graham Horne mit 5:8 geschlagen geben und erreichte bei der Amateur-WM 1996 das Achtelfinale. Nachdem er 1997 gegen Robin Hull erneut das EM-Finale verloren hatte (3:7), wurde er 1998 durch einen 7:2-Sieg gegen Alex Borg Amateureuropameister und schaffte damit die Rückkehr auf die Profitour.
Nach einer Auftaktniederlage beim Grand Prix gelangen Kristján Helgason bei der UK Championship seine ersten Siege in der Saison 1998/99. Drei Spiele gewann er, unter anderem gegen Mark Gray, bevor er in der vorletzten Qualifikationsrunde knapp gegen Marco Fu ausschied (4:5). Bei den Irish Open 1998 erzielte er sein bis dahin bestes Ergebnis bei einem Ranglistenturnier. Er überstand sechs Runden und musste sich erst in der Runde der letzten 48, der letzten Qualifikationsstufe, dem Schotten Billy Snaddon mit 3:5 geschlagen geben. Drei weitere Male kam er in der Spielzeit unter die besten 96. In der Qualifikation zur WM 1999 schied er, nachdem er unter anderem Ali Carter besiegt hatte, in Runde 5 gegen Troy Shaw aus (7:10). In der Weltrangliste beendete er die Saison auf Rang 105.

### 1999–2003: Der Einzug ins Crucible
In der folgenden Spielzeit zog Kristján beim Grand Prix 1999 mit Siegen gegen Stefan Mazrocis und Jason Prince erstmals in die Hauptrunde eines Weltranglistenturniers ein. In der Runde der letzten 64 unterlag er dem sechsmaligen Vizeweltmeister Jimmy White nur knapp mit 4:5, nachdem er zwischenzeitlich mit 3:2 und 4:3 geführt hatte. Auch beim Thailand Masters 2000 kam er unter die besten 64. Bei den Scottish Open 2000, dem letzten Turnier vor der WM gelangte er erstmals ins Sechzehntelfinale und verlor dieses gegen Mark Williams. Im April 2000 nahm Kristján als bislang einziger Isländer an der Endrunde der Weltmeisterschaft in Sheffield teil. Nachdem er sich in der Qualifikation gegen Joe Jogia, John Lardner, Joe Johnson, Rod Lawler und Terry Murphy durchgesetzt hatte, musste er im Crucible Theatre jedoch eine 3:10-Erstrundenniederlage gegen Stephen Lee hinnehmen. Durch die Qualifikation für die WM-Endrunde verbesserte er sich in der Weltrangliste gegenüber dem Vorjahr um über 30 Plätze auf Rang 74.
In der Saison 2000/01 kam er zweimal bei Ranglistenturnieren unter die besten 48. Bei den British Open 2000 überstand er drei Runden und besiegte unter anderem Alfie Burden, bevor er knapp dem sechsfachen Weltmeister Steve Davis unterlag (4:5). Bei der UK Championship 2000 verlor er in der Runde der letzten 48 gegen Joe Perry, nachdem er unter anderem gegen Mark Selby und Björn Haneveer gewonnen hatte. Bei den sechs anderen Ranglistenturnieren bis zur WM blieb er sieglos. In der Qualifikation zur WM 2001 besiegte er Lee Spick und schied in der Runde der letzten 96 gegen David Gray aus. Zum Saisonende verbesserte er sich in der Weltrangliste auf Rang 70.
In der ersten Hälfte der folgenden Spielzeit kam Kristján bei keinem Turnier über die Runde der letzten 96 hinaus. Dies gelang ihm erst 2002 wieder, als er bei den China Open und bei den Scottish Open die Runde der letzten 48 erreichte. In der Qualifikation zur Weltmeisterschaft 2002 überstand er drei Runden, bevor er in der Runde der letzten 64 gegen Stuart Bingham ausschied. In der Weltrangliste fiel er anschließend gegenüber dem Vorjahr um fünf Plätze zurück.
In der Saison 2002/03 gewann Kristján bei allen acht Ranglistenturnieren sein Auftaktspiel und sechsmal überstand er auch die zweite Qualifikationsrunde. Im November 2002 zog er bei den British Open zum dritten Mal ins Sechzehntelfinale eines Ranglistenturniers ein und unterlag dort dem Engländer Paul Hunter (3:5). Bei den Scottish Open 2003 schied er in die Runde der letzten 48 nur knapp gegen James Wattana aus (4:5). Bei der WM-Qualifikation 2003 gewann er gegen Darren Clarke und verlor in der Runde der letzten 96 mit 9:10 gegen Tom Ford. Am Saisonenende erreichte er in der Weltrangliste mit Rang 66 seine beste Platzierung.

### Seit 2003: Verlust des Profistatus und Erfolge als Amateur
In der folgenden Spielzeit verlor Kristján bei den ersten beiden Turnieren sein Auftaktspiel. Beim LG Cup 2003 unterlag er Ian Brumby mit 4:5 und bei den British Open 2003 musste er sich Michael Wild ebenfalls mit 4:5 geschlagen geben. Seine Teilnahme an den fünf folgenden Turnieren zog er zurück und zur WM 2004 meldete er nicht. Dadurch fiel er in der Weltrangliste auf Platz 101 zurück und verlor seinen Profistatus.
Nachdem er 2005 zum vierten Mal ins Finale der Amateureuropameisterschaft eingezogen war und mit 2:7 gegen Alex Borg verloren hatte, nahm Kristján einige Jahre nicht mehr an internationalen Meisterschaften teil. Erst 2009 war er wieder bei der EM dabei und erreichte das Viertelfinale, in dem er dem Deutschen Sascha Lippe mit 3:5 unterlag. Ein Jahr später schied er im Halbfinale mit 3:6 gegen den späteren Europameister Luca Brecel aus. 2012 kam er erneut ins Viertelfinale. Im September 2013 nahm er an der 6-Red World Championship teil, einem Einladungsturnier im Rahmen der Main Tour. Bei dem Turnier in Bangkok erreichte er die Runde der letzten 32, in der er dem Waliser Matthew Stevens mit 2:6 unterlag. Bei den Europameisterschaften 2014 und 2015 zog er erneut ins Viertelfinale ein. 2015 verlor er dort gegen den Deutschen Lukas Kleckers. Bei der 6-Red World Championship 2015 schied er erneut im Sechzehntelfinale aus, diesmal gegen Liang Wenbo (1:6).
Nachdem er bei der EM 2016 in der Runde der letzten 32 ausgeschieden war, erreichte Kristján 2017 das Achtelfinale, in dem er mit 2:5 gegen Oliver Brown verlor. Bereits im Januar 2017 hatte er durch einen 5:2-Finalsieg gegen den Finnen Patrik Tiihonen die nordische Meisterschaft gewonnen. Anfang Juni 2017 wurde er mit einem 5:2-Sieg im Endspiel gegen den Engländer Wayne Brown Europameister im Six-Red-Snooker. Wenige Tage später startete er erstmals bei der Amateureuropameisterschaft in der Altersklasse der Senioren (Masters) und erreichte das Achtelfinale, in dem Wayne Brown jedoch die Revanche gelang. Bei der 6-Red World Championship 2017 besiegte er in der Vorrunde den Profi Ricky Walden mit 5:1. Weil dies jedoch sein einziger Sieg aus drei Gruppenspielen war, schied er als Gruppendritter aus.
Bei der 2018 neu eingeführten WSF Championship erreichte Kristján bei den Senioren das Viertelfinale. Wenige Tage später zog er in der offenen Klasse ins Halbfinale ein, in dem er dem Polen Adam Stefanów trotz einer zwischenzeitlichen 3:1-Führung mit 3:4 unterlag. Als Halbfinalist durfte Kristján bei der Qualifikation zur Profiweltmeisterschaft 2018 starten. Seine erste WM-Teilnahme seit 15 Jahren endete jedoch bereits in der ersten Qualifikationsrunde. Zwar ging er gegen Lee Walker mit 3:0 in Führung, doch der Waliser gewann die folgenden fünf Frames. Kristján konnte noch einmal zum 6:6 ausgleichen, am Ende musste er sich aber mit 6:10 geschlagen geben.

### Poolbillard
Im Poolbillard bildete er 2008 gemeinsam mit Bjorgvin Hallgrimsson das isländische Team beim World Cup of Pool. Sie schieden in der ersten Runde gegen die Amerikaner Shane van Boening und Rodney Morris aus. Es war die bislang einzige Teilnahme einer isländischen Mannschaft bei dem Scotch-Doubles-Turnier.

### Russisches Billard
2013 nahm Kristján Helgason in Kemerowo als einziger Isländer an der Weltmeisterschaft in der Kombinierten Pyramide teil, einer Disziplin des Russischen Billards, und unterlag in der ersten Runde dem Weißrussen Jauhen Kurta (1:6).

## Erfolge

### Finalteilnahmen
| Ausgang         | Jahr | Turnier                   | Finalgegner      | Ergebnis |
| --------------- | ---- | ------------------------- | ---------------- | -------- |
| Amateurturniere |      |                           |                  |          |
| Sieger          | 1993 | U21-Weltmeisterschaft     | Indika Dodangoda | 11:7     |
| Zweiter         | 1996 | Europameisterschaft       | Graham Horne     | 5:8      |
| Zweiter         | 1997 | Europameisterschaft       | Robin Hull       | 3:7      |
| Sieger          | 1998 | Europameisterschaft       | Alex Borg        | 7:2      |
| Zweiter         | 2005 | Europameisterschaft       | Alex Borg        | 2:7      |
| Sieger          | 2017 | Nordische Meisterschaft   | Patrik Tiihonen  | 5:2      |
| Sieger          | 2017 | 6-Red-Europameisterschaft | Wayne Brown      | 5:2      |

### Weitere Erfolge
- Isländischer Meister: 1994, 1995, 1996, 1997, 2001, 2007, 2009, 2011, 2012, 2013, 2014, 2015, 2017, 2018, 2019[26]